# Roberto Rojas (futebolista peruano)
Roberto Rojas Tardío (Lima, 26 de outubro de 1955 - Chorrillos, 27 de setembro de 1991) foi um ex-futebolista peruano. Ele competiu na Copa do Mundo FIFA de 1978, sediada na Argentina, na qual a seleção de seu país terminou na oitava colocação dentre os 16 participantes.